# Ји (династија Сја)
Краљ Ји је први познати владар Кине. Његово име познато је из једног кинеског историјског списа насталог око 600. године нове ере, скоро три миленијума после његове владавине. У спису се наводи да је краљ Ји (велики Ји) предводио кинеске сеобе из северног Сибира и да је припадао племену Сја. Други подаци о овом владару нису познати.